# Сякудо

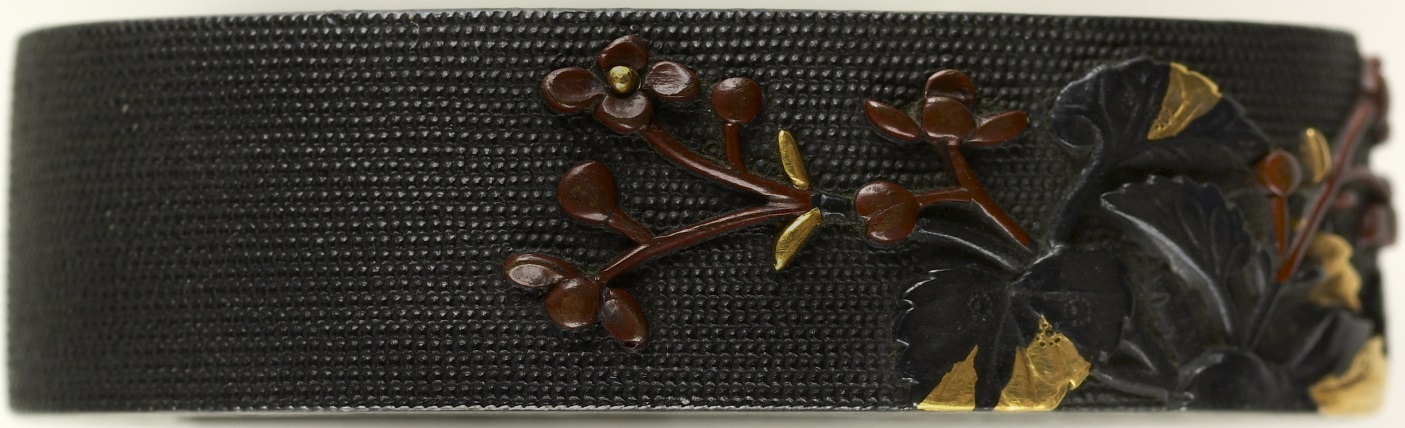
Фути (часть оправы японского меча) из сплава сякудо с медной и золотой инкрустацией

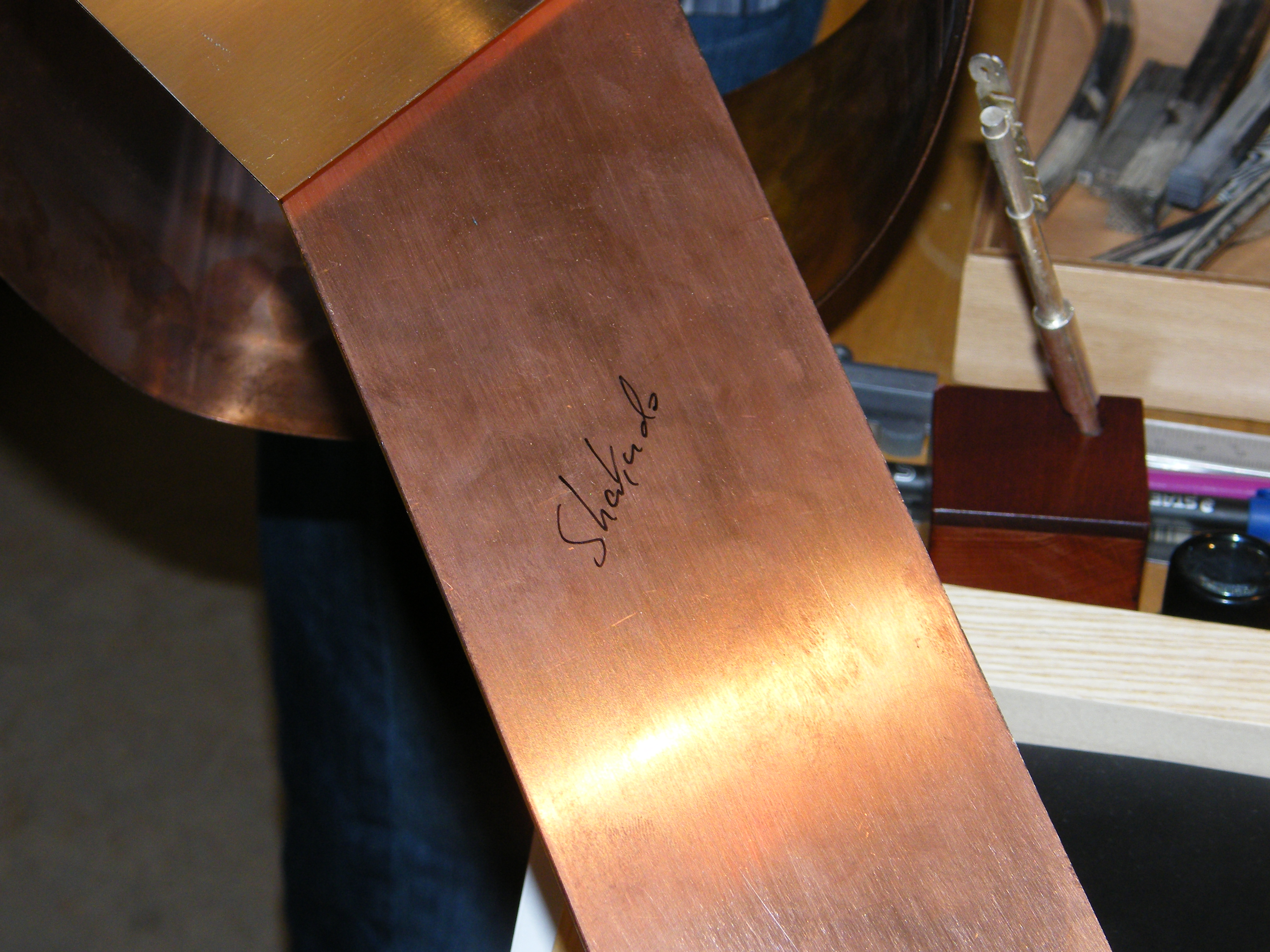
Сякудо без патины

Сякудо (яп. 赤銅, дословно «красно-медный (сплав)») — сплав меди и золота (золота обычно 3—5 %), использовавшийся в средневековой Японии, в частности, для производства деталей оправы мечей катана. В состав сплава могли входить также олово, серебро и свинец.

## История
Сякудо ценился в Японии за почти чёрный (часто с синеватым или фиолетовым оттенком) цвет патины. Кроме оправы оружия из этого сплава обычно делали относительно мелкие предметы, так как его золотая составляющая была дорога и, например, на большую вазу из сякудо могло просто не найтись покупателя из-за её значительной цены.
Когда в XIX веке сякудо впервые стал известен на Западе, там посчитали, что это оригинальное японское изобретение. Позднейшие исследования, однако, показали, что этот сплав использовался в Древней Греции, Риме и Египте, но потом был забыт.

## См.также
- Тумбага
- Биллонные монеты